# 20th L'Anniversary WORLD TOUR 2012 THE FINAL LIVE at 国立競技場
『20th L'Anniversary WORLD TOUR 2012 THE FINAL LIVE at 国立競技場』（トゥエンティース ラニバーサリー ワールド ツアー にせんじゅうに ザ ファイナル ライブ アット こくりつきょうぎじょう）は、日本のロックバンド、L'Arc〜en〜Cielのライブビデオ。2013年3月20日発売。発売元はKi/oon Music。

## 解説
本作品は、2012年3月から海外8ヶ国10都市で開催したワールドツアー「WORLD TOUR 2012」の追加公演として、L'Arc〜en〜Cielが横浜、大阪、東京の日本3都市で全6公演を開催したライブツアー「20th L'Anniversary WORLD TOUR 2012 THE FINAL」から、国立競技場（現：旧国立競技場）で行ったライブの模様を収録したライブビデオである。本作には、2012年5月27日に行った2日目公演の模様を収録している。
なお、本作に収録されたライブ映像は、L'Arc〜en〜Cielとして初の国立競技場公演の模様となっている。ちなみに同所でライブを開催するのは、ミュージシャンとしては史上4組目、ロックバンドでは初のこととなった。
そしてこの公演の模様は、2012年7月22日にWOWOWでダイジェスト放送されている。WOWOWでは『L'Arc〜en〜Ciel WORLD TOUR 2012 THE FINAL 東京 国立競技場公演』という番組名で放送されており、本作に収録された2日目公演だけでなく、本作に収録されなかった2012年5月26日の初日公演の模様も放映されている。また、公式YouTubeアーティストチャンネルで2019年12月11日から7日連続で実施した企画「YouTube Seven days 2019」において、この公演で披露した「CHASE」のライブ映像がプレミア公開されている。なお、公式YouTubeアーティストチャンネルにアップロードされた「CHASE」のライブ映像は、2012年5月26日に実施した初日公演の模様となっている。
フィジカルはBlu-ray Disc及びDVDの2形態で発売され、Blu-ray版は初回生産限定盤（BD+CD）と通常盤（BD）の2形態、DVD版は10種の初回生産限定盤（2DVD+2CD）と通常盤（2DVD）の11形態でリリースされた。ちなみに、本作がL'Arc〜en〜Cielの映像作品において初となるBlu-ray Disc規格でのリリースとなっている。Blu-ray DiscとDVDの両規格の初回生産限定盤には、ライブフォトブックと、2012年3月3日に海外限定で発売した海外版ベストアルバム『WORLD'S BEST SELECTION』が同梱されている。また、Blu-ray版の初回生産限定盤には、マルチアングルバージョンが4曲（「GOOD LUCK MY WAY」「Driver's High」「CHASE」「虹」）収録されている。そしてDVD版の初回生産限定盤はハードカバー仕様になっており、ワールドツアーでまわった各国のライブ音源を収めたCDと、フォトブックが同梱されている（香港盤、バンコク盤、上海盤、台北盤、ロンドン盤、パリ盤、シンガポール盤、ジャカルタ盤、ソウル盤、ホノルル盤の全10種）。なお、Blu-ray通常盤は、音声レートが24bit/96kHzで収録されており、初回盤（16bit/48 kHz）より高音質での収録となっている。
ちなみに、2014年2月26日に発表したBD-BOX『L'Aive Blu-ray BOX -Limited Edition-』には、この公演のライブ音源を収録したCDが同梱されている。

## 収録曲
- DVD版は本編を2枚に、BD版は1枚に収録。DVD版は「あなた」以降がDisc 2となる。

1. READY STEADY GO
2. GOOD LUCK MY WAY
3. REVELATION
4. HONEY
5. flower
6. In the Air
7. 夏の憂鬱 [time to say good-bye]
8. MY HEART DRAWS A DREAM
9. Driver's High
10. the Fourth Avenue Café
11. SEVENTH HEAVEN
12. C'est La Vie
13. いばらの涙
14. Shout at the Devil
15. あなた
16. winter fall
17. NEO UNIVERSE
18. CHASE
19. X X X
20. Link
21. 虹

## 初回生産限定盤付属CD

### BD版, DVD版共通
- 海外版ベストアルバム『WORLD'S BEST SELECTION』

#### 収録曲
| #   | タイトル                    | 作詞     | 作曲           | 時間 |
| --- | --------------------------- | -------- | -------------- | ---- |
| 1.  | 「X X X -English version-」 | hyde     | hyde           | 4:04 |
| 2.  | 「瞳の住人」                | hyde     | tetsuya        | 5:54 |
| 3.  | 「MY HEART DRAWS A DREAM」  | hyde     | ken            | 4:17 |
| 4.  | 「Blurry Eyes」             | hyde     | tetsuya        | 4:19 |
| 5.  | 「虹 (Album Version)」      | hyde     | ken            | 5:06 |
| 6.  | 「叙情詩」                  | hyde     | ken            | 5:06 |
| 7.  | 「flower」                  | hyde     | hyde           | 4:57 |
| 8.  | 「the Fourth Avenue Café」  | hyde     | ken            | 5:01 |
| 9.  | 「STAY AWAY」               | hyde     | tetsuya        | 3:55 |
| 10. | 「HONEY」                   | hyde     | hyde           | 3:45 |
| 11. | 「READY STEADY GO」         | hyde     | tetsuya        | 3:47 |
| 12. | 「あなた」                  | hyde     | tetsuya        | 5:18 |
| 13. | 「Driver's High」           | hyde     | tetsuya        | 4:09 |
| 14. | 「GOOD LUCK MY WAY」        | hyde     | tetsuya        | 4:21 |
| 15. | 「New World」               | yukihiro | yukihiro, hyde | 4:06 |
| 16. | 「CHASE -English version-」 | hyde     | ken, hyde      | 4:25 |

### DVD版のみ
DVD版は全10種類の初回生産限定盤があり、各種類に下記のCDが1枚付属している。
| #  | タイトル          | 作詞 | 作曲・編曲 | 時間 |
| -- | ----------------- | ---- | ---------- | ---- |
| 1. | 「HONEY」         |      |            | 4:45 |
| 2. | 「DRINK IT DOWN」 |      |            | 4:17 |
| 3. | 「瞳の住人」      |      |            | 6:12 |

| #  | タイトル          | 作詞 | 作曲・編曲 | 時間 |
| -- | ----------------- | ---- | ---------- | ---- |
| 1. | 「fate」          |      |            | 5:47 |
| 2. | 「Driver's High」 |      |            | 5:52 |
| 3. | 「あなた」        |      |            | 8:26 |

| #  | タイトル            | 作詞 | 作曲・編曲 | 時間 |
| -- | ------------------- | ---- | ---------- | ---- |
| 1. | 「forbidden lover」 |      |            | 6:39 |
| 2. | 「SEVENTH HEAVEN」  |      |            | 5:59 |
| 3. | 「虹」              |      |            | 6:10 |

| #  | タイトル                   | 作詞 | 作曲・編曲 | 時間 |
| -- | -------------------------- | ---- | ---------- | ---- |
| 1. | 「MY HEART DRAWS A DREAM」 |      |            | 7:39 |
| 2. | 「Caress of Venus」        |      |            | 4:42 |
| 3. | 「STAY AWAY」              |      |            | 6:30 |

| #  | タイトル                    | 作詞 | 作曲・編曲 | 時間 |
| -- | --------------------------- | ---- | ---------- | ---- |
| 1. | 「CHASE -English version-」 |      |            | 4:44 |
| 2. | 「DAYBREAK'S BELL」         |      |            | 5:13 |
| 3. | 「あなた」                  |      |            | 8:23 |

| #  | タイトル                    | 作詞 | 作曲・編曲 | 時間 |
| -- | --------------------------- | ---- | ---------- | ---- |
| 1. | 「X X X -English version-」 |      |            | 4:44 |
| 2. | 「Blurry Eyes」             |      |            | 7:38 |
| 3. | 「READY STEADY GO」         |      |            | 4:33 |

| #  | タイトル                   | 作詞 | 作曲・編曲 | 時間 |
| -- | -------------------------- | ---- | ---------- | ---- |
| 1. | 「the Fourth Avenue Café」 |      |            | 5:52 |
| 2. | 「winter fall」            |      |            | 5:05 |
| 3. | 「READY STEADY GO」        |      |            | 4:20 |

| #  | タイトル                   | 作詞 | 作曲・編曲 | 時間 |
| -- | -------------------------- | ---- | ---------- | ---- |
| 1. | 「GOOD LUCK MY WAY」       |      |            | 5:47 |
| 2. | 「REVELATION」             |      |            | 6:13 |
| 3. | 「MY HEART DRAWS A DREAM」 |      |            | 7:54 |

| #  | タイトル       | 作詞 | 作曲・編曲 | 時間 |
| -- | -------------- | ---- | ---------- | ---- |
| 1. | 「いばらの涙」 |      |            | 5:44 |
| 2. | 「叙情詩」     |      |            | 7:16 |
| 3. | 「Link」       |      |            | 8:15 |

| #  | タイトル   | 作詞 | 作曲・編曲 | 時間 |
| -- | ---------- | ---- | ---------- | ---- |
| 1. | 「flower」 |      |            | 5:13 |
| 2. | 「Pieces」 |      |            | 6:32 |
| 3. | 「花葬」   |      |            | 5:23 |

## DVD・Blu-ray
- 『WORLD TOUR 2012 LIVE at MADISON SQUARE GARDEN』 - 2012年に開催したライブツアー「WORLD TOUR 2012」の3月25日に行ったニューヨーク公演の模様を収録
- 『DOCUMENTARY FILMS 〜WORLD TOUR 2012〜「Over The L'Arc-en-Ciel」』  - 2012年に開催したライブツアー「WORLD TOUR 2012」のドキュメンタリー・ビデオ